# ブライトグリーン
ブライトグリーン（Bright green）とは、シャルトルーズやハーレクインに近い色で純色の一種。

## 近似色
- シャルトルーズ (色)
- ハーレクイン (色)